# Enoch Cancino
Enoch Cancino Casahonda (Tuxtla Gutiérrez Chiapas 6 de octubre de 1928 - 2 de marzo de 2010), fue miembro correspondiente de la Academia Mexicana de la Lengua, su discurso de ingreso fue "Algunas consideraciones acerca de la poesía chiapaneca actual", el cual fue pronunciado el 3 de mayo de 1974 siendo contestado por Mauricio Magdaleno. Fue miembro del Seminario de Cultura Mexicana.

## Premios y distinciones
- Premio de la Ciudad de México, en el género de poesía, en 1956.
- Premio Chiapas en Artes, en 1979 y 2008.
- Medalla Rosario Castellanos

## Obras publicadas
- Con las alas del sueño, Gob. del Edo. de Chiapas, 1951.
- Perfiles de barro, s.p.i., 1956.
- La vida y el labrador, ume, 1957.
- Ciertas canciones, ICACH, 1964.
- Estas cosas de siempre, SCM, 1970.
- Canto a Chiapas, Ayuntamiento de Tuxtla, Tuxtla Gutiérrez, 1974; Coneculta-Chiapas (Popular), 1999.
- La casa del jaguar, homenaje a Gertrude Duby de Olom, SCM, Tuxtla Gutiérrez, 1978.
- Tedios y memorias, Talleres Gráficos del Estado (Libros de Chiapas, Serie Básica), núm. 4, Tuxtla Gutiérrez, 1982.
- La vieja novedad de la palabra, Katún, 1986.
- Ciertas canciones y otros poemas (selección de Elva Macías), FCE/Coneculta-Chiapas (Letras Mexicanas), 1999.
- Canto a Chiapas, Coneculta-Chiapas (Letras Mexicanas), 1999.